# 喻焜
喻焜（?—1912年），又作喻崑，字湘荪。合州（今重慶和川）城内人。
本名正湖，字崑珊，又字补愚。個性豪爽，能诗文，屢試不中。後來绝意功名，以讀書為樂趣。好讀《聊斋志异》，光绪十七年（1891年）收集王士祯、冯镇峦、何守奇、但明伦四家评语编纂《聊斋志异合评》十二卷。民國二年（1912年）卒。